# 판화 (드뷔시)

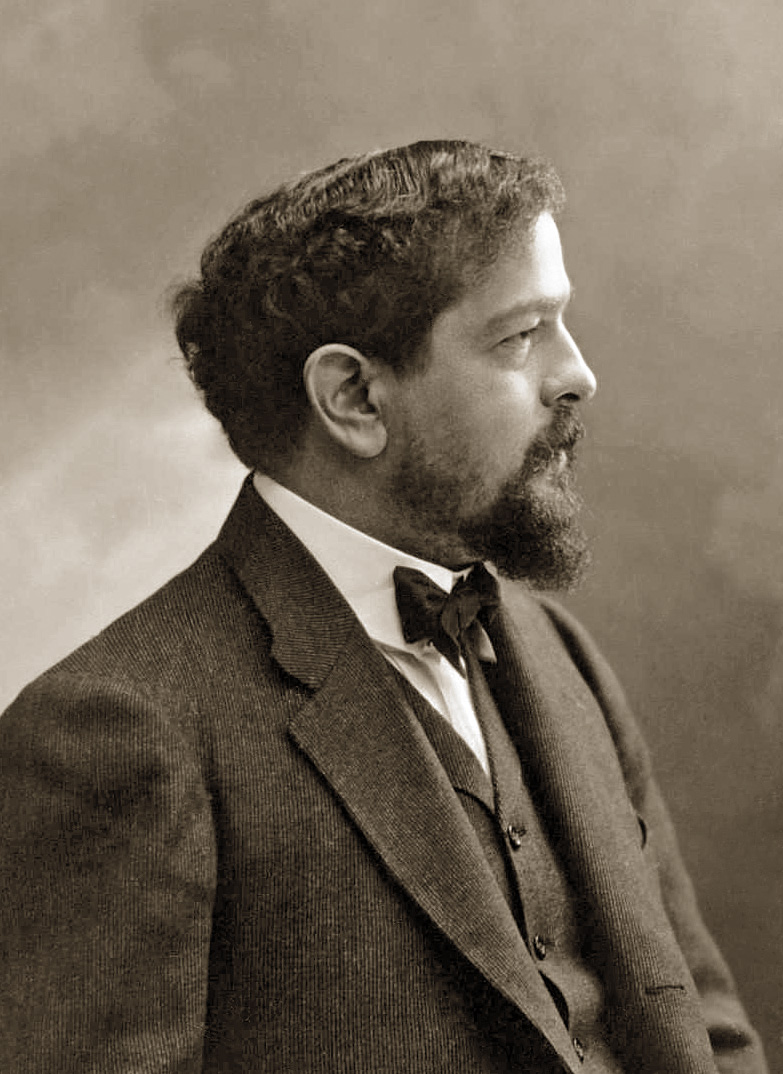
1905년 드뷔시

《판화 L.100》(프랑스어: Estampes)는 클로드 드뷔시의 피아노를 위한 작품이다. 1903년에 완성되었다. 피아니스트 리카르도 비네스가 파리 국립 음악원에서 초연했다.

## 구성
이 작품은 세 가지 곡으로 구성된 모음곡이다. 

### 1: 탑
드뷔시가 1889년 파리 세계 박람회에서 처음 들은 인도네시아 가믈란 음악을 떠오르게 한다. 오음음계를 광범위하게 사용하고 인도네시아 전통 가락을 모방한다. 

### 2: 그라나다의 황혼
기타 연주를 모방하여 스페인 그라나다의 이미지를 연상시킨다.

### 3: 비 내리는 정원
극도로 거센 폭풍우가 몰아치는 동안 노르망디 마을에 있는 정원을 묘사한다. 작품 전반에 걸쳐 바람이 부는 소리, 폭풍이 몰아치는 소리, 빗방울이 떨어지는 소리를 연상시키는 부분이 있다.